# 小松隆志 (映画監督)
小松 隆志（こまつ たかし、1962年12月28日 -）は、日本の映画監督。脚本家。テレビドラマ演出家。

## 経歴
長野県長野市出身。長野県長野吉田高等学校在学中から8ミリ自主映画を撮り始め、専修大学商学部在学中、『いそげブライアン』がぴあフィルムフェスティバル86に入選。第3回PFFスカラシップとして16ミリ作品『バス』を制作し、ロンドン映画祭をはじめ、アメリカ、香港、ニュージーランド、イタリア、スコットランド、スウェーデン、オランダなど各国の映画祭に招待された。『いそげブライアン』はその後、渋谷パルコ・ステージラボでレイトショー公開され、8ミリ自主映画としては異例の1年9ヶ月に及ぶロングラン上映となり、1988年、ニュージーランド「ニュージャパン・シネマ映画祭」で招待上映された。　
大学卒業後、フリーの映像作家としてミュージックビデオ、ライブビデオ、音楽テレビ番組、CFなどを多数手がける。1991年に人気コミックの実写化映画『はいすくーる仁義』で劇場用商業映画デビュー。
以降ジャンルを問わず娯楽色に満ちた作品を多数発表し続ける一方で、2006年10月よりメディアミックス・ジャパン（MMJ）とエージェント契約を結びテレビドラマも多数手がけている。

## 作品

### 映画
- いそげブライアン　8ミリ（1986年）製作・脚本・撮影・編集・監督
- バス　16ミリ（1987年）脚本・編集・監督
- はいすくーる仁義（1991年）脚本・監督
- はいすくーる仁義2　たいへんよくできました（1992年）脚本・監督
- 打鐘（1993年）監督
- たこやき刑事（1996年）脚本・監督
- どケチ・ピーやん物語（1996年）脚本・監督
- ご存知!ふんどし頭巾（1997年）監督
- JOKER／厄病神（1998年）監督
- ネプチューンinどつきどつかれ（1998年）脚本・監督
- 仮面学園（2000年）監督
- ワイルド・フラワーズ (映画)（2004年）監督
  - 2005年、韓国・ソウル「日本映画・多様な展開」映画祭にて招待上映。
- 奇談（2005年）脚本・監督
- 幸福な食卓（2006年）監督

### オリジナルビデオ
- はいすくーる仁義外伝　地を這う者（1993年）脚本・監督
- はいすくーる仁義√3 さらば情二（1994年）脚本・監督
- フェラーリ　最高速バトル（1995年）監督
- フェラーリ2 勝利への疾走（1995年）監督
- スキャンドール（1996年）監督
- 湘南爆走族 帰ってきた伝説の5人（1996年）監督
- 湘南爆走族2 熱闘！アルバイト大作戦（1997年）脚本・監督

### テレビドラマ
- 魔術館のアリサ（前後編）（1992年、関西テレビ、DRAMADOS-E）
- 限りなき欲望（1992年、関西テレビ、DRAMADOS-E）
- いつかギラギラひかる（1992年、関西テレビ、DRAMADOS-E）
- きっと誰かに逢うために（1996年、テレビ東京）※タイトルバック、第1、4、6話演出
- 学校の怪談R 妖怪リリーちゃん（1996年、フジテレビ・関西テレビ）
- TOKYO23区の女「板橋区の女」（1996年、フジテレビ）
- デジドラ・ワンシーン「USED BOOK SELLER」（1998年、テレビ東京）※兼 脚本
- 少年サスペンス 恐怖のEメール（前中後編）（1998年、テレビ朝日）
- Tears「100Ｍを君に」「同窓会」「言えなかった言葉」（1998~99年、テレビ朝日）
- こいまち（1999年、フジテレビ・関西テレビ）
- 傷だらけの女（1999年、フジテレビ・関西テレビ）
- 月下の棋士（2000年、テレビ朝日）
- 新宿暴走救急隊（2000年、日本テレビ）
- ルーキー!（2001年、フジテレビ・関西テレビ）
- Pな彼女 第3シリーズ「最後の夏休み」 全4話（2002年、TBS）※兼 脚本
- 未来先生（2004年、テレビ朝日）
- ああ探偵事務所（2004年、テレビ朝日）
- 久本ドラマ「裸足の女」（2004年、フジテレビ）
- ドラゴン桜 (テレビドラマ)（2005年、TBS）
- 結婚できない男（2006年、フジテレビ・関西テレビ）
- だめんず・うぉ～か～（2006年、テレビ朝日）
- ヒミツの花園（2007年、フジテレビ・関西テレビ）
- 鬼嫁日記 いい湯だな（2007年、フジテレビ・関西テレビ）
- 女帝（2007年、テレビ朝日・朝日放送）
- オトコの子育て（2007年、テレビ朝日・朝日放送）
- 無理な恋愛（2008年、フジテレビ・関西テレビ）
- ロト6で3億2千万円当てた男（2008年、テレビ朝日・朝日放送）
- サラリーマン金太郎（2008年、テレビ朝日）
- 特命係長 只野仁 第4シーズン（2009年、テレビ朝日）
- 白い春（2009年、フジテレビ・関西テレビ）
- サラリーマン金太郎2（2010年、テレビ朝日）
- 女帝 薫子（2010年、テレビ朝日）
- 元泥棒・助川六郎のご町内防犯パトロール（2011年、フジテレビ）（制作は2005年）
- 美しい隣人（2011年、フジテレビ・関西テレビ）
- 悪党〜重犯罪捜査班（2011年、テレビ朝日）
- チーム・バチスタ3 アリアドネの弾丸（2011年、フジテレビ・関西テレビ）
- 俺の空 刑事編（2011年、テレビ朝日）
- 真備庄介・霊現象探求所シリーズ・背の眼（2012年、BS日テレ）
- 背の眼・完全版（2012年、BS日テレ）
- GTO（2012年、フジテレビ・関西テレビ）
- サキ（2013年、フジテレビ・関西テレビ）
- ダブルス～二人の刑事（2013年、テレビ朝日）
- 都市伝説の女（2013年、テレビ朝日）
- ブラック・プレジデント（2014年、フジテレビ・関西テレビ）
- 匿名探偵（2014年、テレビ朝日）
- 黒服物語（2014年、テレビ朝日）
- エイジハラスメント（2015年、テレビ朝日）
- 青春探偵ハルヤ～大人の悪を許さない！～（2015年、日本テレビ・読売テレビ）
- スミカスミレ 45歳若返った女（2016年、テレビ朝日）
- 不機嫌な果実（2016年、テレビ朝日）
- グ・ラ・メ！～総理の料理番～（2016年、テレビ朝日）
- 家政夫のミタゾノ（2016年、テレビ朝日）
- 不機嫌な果実スペシャル～3年目の浮気～（2017年、テレビ朝日）
- 奪い愛、冬（2017年、テレビ朝日）
- 女囚セブン（2017年、テレビ朝日）
- あいの結婚相談所（2017年、テレビ朝日）
- 重要参考人探偵（2017年、テレビ朝日）
- 家政夫のミタゾノ（2018年、テレビ朝日）
- 激アツ!!ヤンキーサッカー部（2018年、テレビ朝日）
- 私のおじさん～WATAOJI～（2019年、テレビ朝日）
- 家政夫のミタゾノ（2019年、テレビ朝日）
- 奪い愛、夏（2019年、AbemaTV）
- まだ結婚できない男（2019年、関西テレビ）
- 家政夫のミタゾノ（2020年、テレビ朝日）
- 先生を消す方程式。（2020年、テレビ朝日）
- 泣くな研修医（2021年、テレビ朝日）
- 奪い愛、高校教師（2021年、ABEMA・テレビ朝日）
- 家政夫のミタゾノ（2022年、テレビ朝日）
- そだてれび『俺からの電話』『元実況アナ』『一人しか出られない部屋』（2022年、テレビ朝日）
- リエゾン -こどものこころ診療所-（2023年、テレビ朝日）
- 家政夫のミタゾノ（2023年、テレビ朝日）
- 南くんが恋人!?（2024年、テレビ朝日）
- 家政夫のミタゾノ（2025年、テレビ朝日）

### テレビ番組
- 燃えてトライアル　オープニング・タイトルバック（1990年、NHK教育）半年間O.A.
- 王様TV 愛の嵐の台風の眼（1991年、NHK総合）春の特番内短編
- NONFIX 青春デンデケデケデケのコラージュ（1992年、フジテレビ）※映画「青春デンデケデケデケ」のBlu-ray化（2020年8月7日発売）に伴い、公開当時テレビ放送用に製作されながら未発表となっていた“幻のメイキング映像”が特典として収録。[4]
- アイドル・アクエリアム（1989年、CATV）
- 世紀末歌姫水族館（1990年、CATV）
- 象の鼻 エレファント・ノーズ（1990年、千葉テレビ）音楽ライブ番組 チーフ・ディレクター
- PICK UP’91（1991年、CATV）
- PICK UP’92（1992年、CATV）

### ミュージックビデオ
- ECHOES／FOOLISH GAME（1987年）（30分）
- ECHOES／Foolish Game（1987年）（シングル）
- ペッパー・ボーイズ／君が心配』（1988年）（シングル）
- 斉藤由貴／ORACION（1988年）（50分）
- 金山一彦／彼女にしたい（1988年）（シングル）
- 越智静香／ONE MILEの片想い（1988年）（シングル）
- ECHOES／THE BORDER Vol.1、2（1988年）（各60分）
- ECHOES／友情（1988年）（シングル）
- 川村かおり／ZOO（1989年）（シングル）
- ECHOES／Selection（1989年）（19分）
- ECHOES／LIVE at 武道館（1990年）（120分）
- 川村かおり／CAMP FIRE（1990年）（30分）
- ECHOES／TWO HEARTS（1990年）（シングル）
- ECHOES／ONE NIGHT DREAM（1990年）（シングル）
- ECHOES／ZOO（1990年）（シングル）
- BY-SEXUAL／Film vol.1（1990年）（15分）
- ECHOES／the Echo of Echoes（1991年）（157分）
- 岸谷五朗／あの鐘を鳴らせ（1992年）（シングル）
- エドワード・ファーロング／I’ll Be Waiting（1993年）（シングル）
- エドワード・ファーロング／いつか出会う運命（1993年）（39分）
- 光GENJI／7番目の夏（1993年）（60分）
- 平松愛理／一夜一夜に夢見ごろ（1993年）（シングル）
- 松田博幸／愛してる（1994年）

### プロレスビデオ
- WWF（現WWE）／KING OF THE RING 1994（1994年）構成
- WWF（現WWE）／SUMMER SULM 94’（1994年）構成
- WWF（現WWE）／SURVIVOR SERIES 94’（1995年）構成
- WWF（現WWE）／WHAM BAM BODYSLAM!（1995年）構成
- 覆面ルチャ天国／AAA編（1995年）監督
- 覆面ルチャ天国／EMLL（現CMLL）編』（1995年）監督